# 交通大学站 (大连市)
交通大学站（建设时期曾用名“西南路站”）位于辽宁省大连市沙河口区，是大连地铁2号线的一个车站，于2015年5月22日随二号线一期开通运营而启用。

## 位置
交通大学站位于沙河口区黄河路与西山街交汇口西侧，西林街东侧，车站沿黄河路地下排布。

## 结构
交通大学站为岛式站台地下站。
| B1 | 站厅层                                     | 站厅、自动售票机                      |
| B2 | 轨道                                       | ← █ 2号线列车往辽师大（大连北站方向） |
| B2 | 岛式站台，列车运行方向左侧的车门将会被打开 |                                       |
| B2 | 轨道                                       | █ 2号线列车往西安路（海之韵方向）→    |

## 出入口
交通大学站共设有3个出入口，A出入口位于西林街东侧，B出入口位于西山街西侧，C出入口位于黄河路北侧并设置无障碍电梯。
| 出口编号 | 出口指示 | 建议前往的目的地               |
| -------- | -------- | ------------------------------ |
| 出口 · A |          | 西林街、大连交通大学、西南路   |
| 出口 · B |          | 大连交通大学                   |
| 出口 · C |          | 西山街、西山小学、沙河口区医院 |

## 公交换乘
- -31、39、705路公交车。
- -10、25、101、522、708路公交车。
- - 10、25、46、101、505、522、701、705、708、931路公交车。